# Kilstett
Kilstett település Franciaországban, Bas-Rhin megyében. Lakosainak száma 2548 fő (2022. január 1.). Kilstett Gambsheim, Hœrdt, La Wantzenau és Weyersheim községekkel határos.

## Népesség
A település népességének változása:
| Lakosok száma | 2555 | 2566 | 2571 | 2510 | 2482 | 2515 | 2503 | 2491 | 2548 |
|               | 2013 | 2015 | 2016 | 2017 | 2018 | 2019 | 2020 | 2021 | 2022 |